# Keva nuktei sigan
A Keva nuktei sigan (hangul: 개와 늑대의 시간, RR: Gaewa neukdae-ui sigan, ’A kutya és farkas közötti óra’), angol címén Time Between Dog and Wolf, 2007-ben bemutatott dél-koreai akciósorozat I Dzsungi (Lee Joon-gi), Csong Gjongho (Jong Kyeong-ho) és Nam Szangmi (Nam Sang-mi) főszereplésével. A sorozat címe egy francia szólásra utal, amely szerint szürkületkor nem lehet megkülönböztetni egymástól a kutyát és a farkast, a barátot és az ellenséget. A történet főszereplője egy titkosügynök, akinek be kell épülnie a thaiföldi koreai maffiába.

## Történet
Szuhjon (Soo-hyun) Thaiföldön tölti a gyerekkorát. Édesapja még a születése előtt meghalt, édesanyja ügyészként a thaiföldi koreai maffia, a Cshongbang (청방, Cheongbang) ügyében nyomoz. A nőt kisfia szeme láttára lövi le az egyik maffiózó. Az árván maradt Szuhjon (Soo-hyun)t a Nemzeti Hírszerző Ügynökség (국가정보원, Kukkacsongbovon) egyik vezető pozíciójú ügynöke, Kang Csungho (Kang Jung-ho) fogadja örökbe és neveli fel saját egykorú fiával, Mingivel közösen. Mindkét fiú a hírszerzésnél kap munkát felnőve. A hírszerzés igazgatója, Csong (Jung) ügynök ráveszi Szuhjon (Soo-hyun)t, hogy épüljön be a Cshongbang (Cheongbang)ba, így bosszút állhat anyja gyilkosán, aki nem más, mint a Cshongbang (Cheongbang) egyik vezetője, Mao. Megrendezik Szuhjon (Soo-hyun) halálát, és a fiatal férfi több éves munka eredményeképp végül bekerül a bűnszervezetbe, ahol is Mao legmegbízhatóbb jobbkeze lesz. Csakhogy Mao történetesen annak a Szo Dzsiu (Seo Ji-woo)nak az édesapja, aki gyerekként Szuhjon (Soo-hyun) legjobb barátja volt Thaiföldön, édesanyjával elmenekült a maffiózó apa elől Koreába, és felnővén ismét kereszteződik útja Szuhjon (Soo-hyun)nal, akivel egymásba szeretnek, anélkül, hogy a férfi tudná, kinek a lánya valójában. Szuhjon (Soo-hyun) ugyan rádöbben, hogy a lány édesanyja gyilkosának gyermeke, ám nem sokkal később egy balesetben, amikor a lányt védi rivális maffiózók ellen, elveszti az emlékezetét, és ténylegesen Mao gyilkos jobbkezének kezdi hinni magát. Dzsiu (Ji-woo) döbbenten véli felfedezni apja kegyetlen és nagyképű, Kay nevű jobbkezében Szuhjon (Soo-hyun)t, ám a két férfi személyisége és viselkedése annyira eltér, hogy még Mingi és a hírszerzésbeli kollégák is elhiszik, hogy Kay csupán külsőleg hasonlít a halottnak hitt Szuhjon (Soo-hyun)hoz. Egy akció közben Mingi apja, Szuhjon (Soo-hyun) nevelőapja meghal, és Mingi Kayt véli a gyilkosának. Innentől kezdve Mingi fejvesztve vadászik saját fogadott testvérére, aki nem emlékszik rá, kicsoda is valójában.

## Szereplők
- I Szuhjon (이수현, Lee Soo-hyun)/Kay: I Dzsungi (이준기, Lee Joon-gi)
- Kang Mingi (강민기): Csong Gjongho (정경호, Jong Kyeong-ho)
- Szo Dzsiu (서지우, Seo Ji-woo)/Liwarat Ari: Nam Szangmi (남상미, Nam Sang-mi)
- Liwarat Mao: Cshö Dzseszong ( 최재성, Choi Jae-sung)
- Kang Csungho (강중호, Kang Jung-ho): I Gijong (이기영, Lee Ki-young)
- Csong (정, Jung) ügynök: Kim Gapszu (김갑수, Kim Kap-soo)

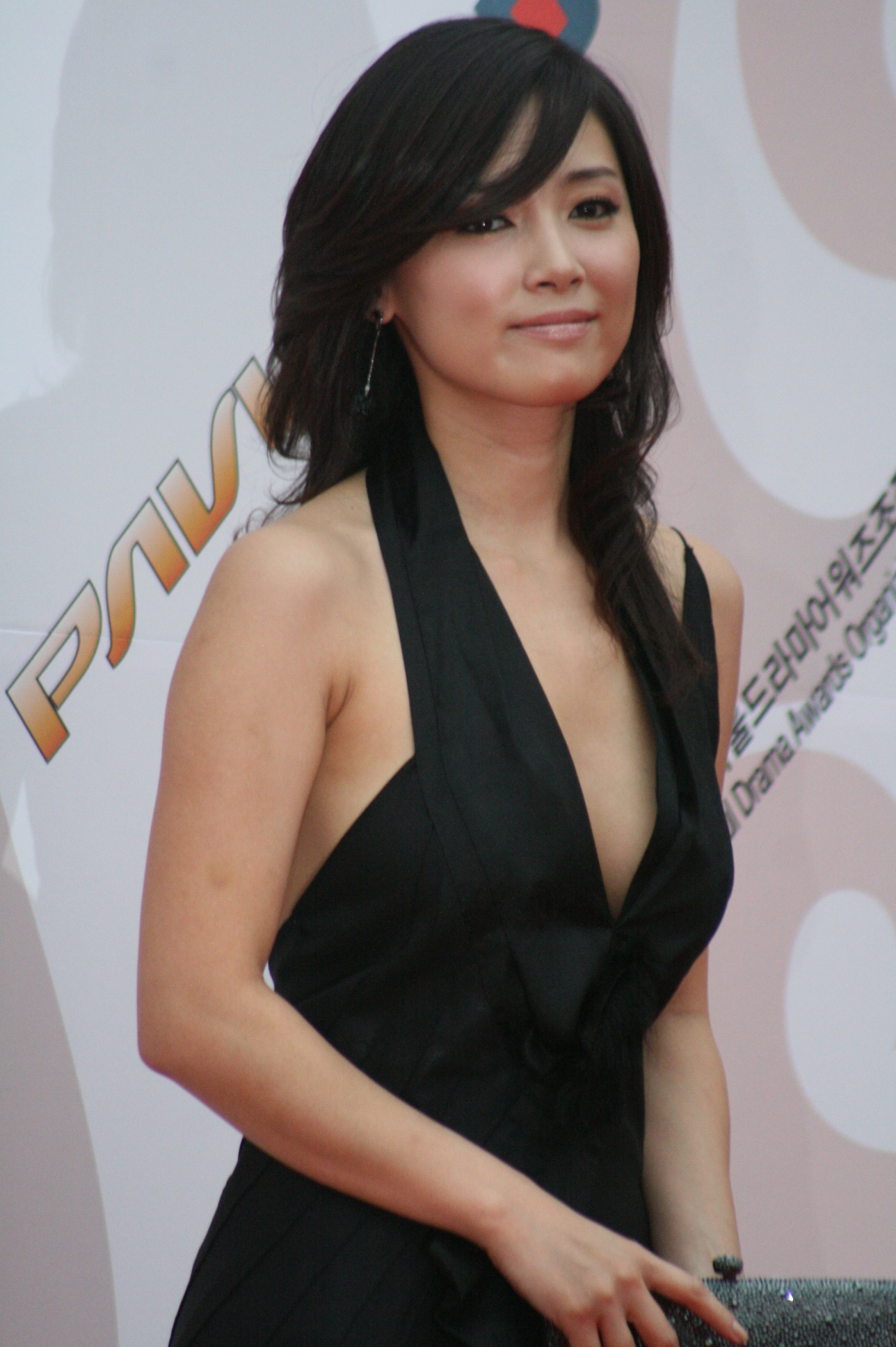
Nam Szangmi (Nam Sang-mi)
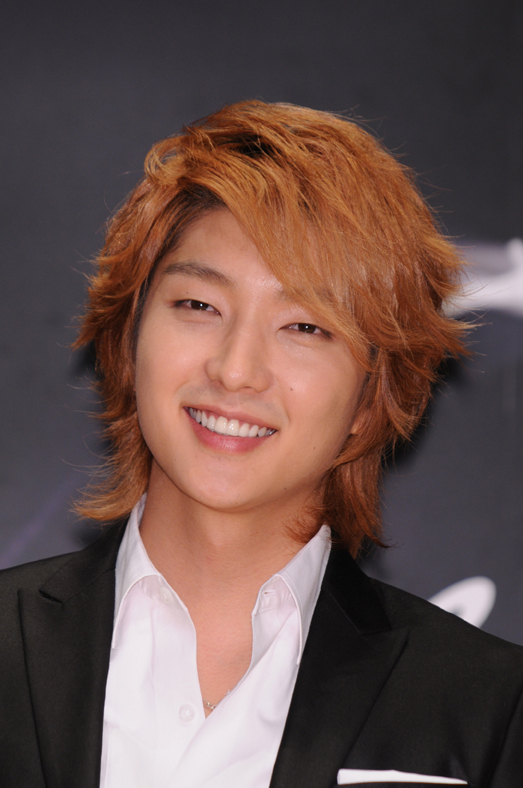
I Dzsungi (Lee Joon-gi)
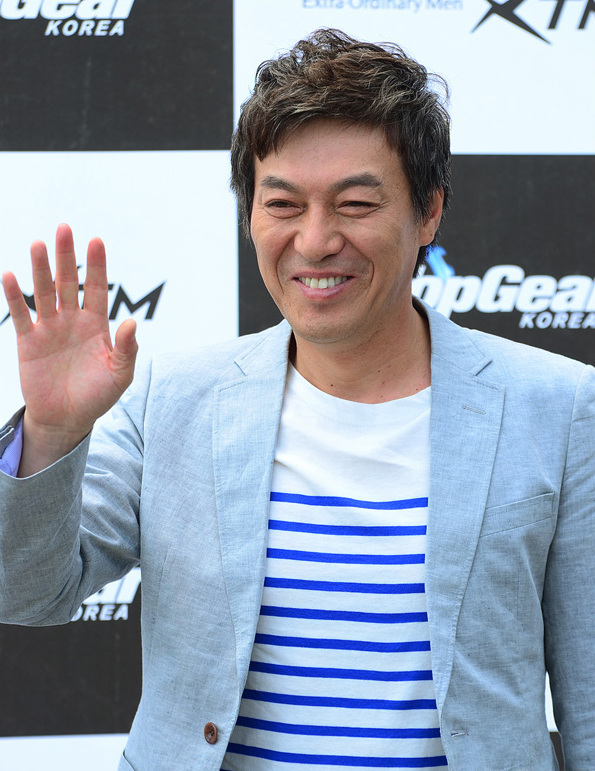
Kim Gapszu (Kim Kap-soo)